# Зімна-Бжезьниця
Зімна-Бжезьниця (пол. Zimna Brzeźnica, нім. Kaltenbriesnitz) — село в Польщі, у гміні Неґославиці Жаґанського повіту Любуського воєводства.
Населення — 394 особи (2011).
У 1975-1998 роках село належало до Зеленогурського воєводства.

## Демографія
Демографічна структура станом на 31 березня 2011 року:
|          | Загалом | Допрацездатний вік | Працездатний вік | Постпрацездатний вік |
| -------- | ------- | ------------------ | ---------------- | -------------------- |
| Чоловіки | 198     | 48                 | 136              | 14                   |
| Жінки    | 196     | 51                 | 113              | 32                   |
| Разом    | 394     | 99                 | 249              | 46                   |